# The Baby Snooks Show

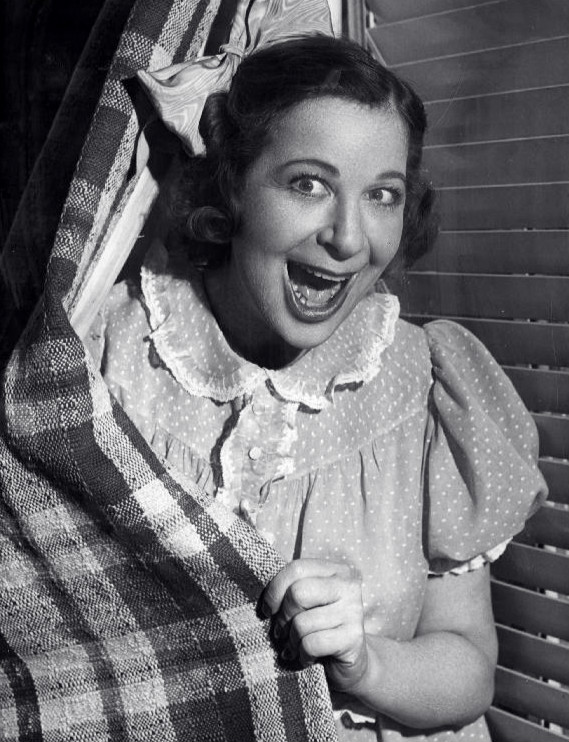
Photo de Fanny Brice en Baby Snooks.

The Baby Snooks Show était un programme radio américain dont la vedette était Fanny Brice qui jouait une enfant de quatre ans.

## Précurseurs du programme radio
Baby Snooks est un personnage créé par l'actrice de vaudeville Fanny Brice en 1912. À partir de 1934, Fanny Brice interprète ce rôle dans les Ziegfeld Follies et le 29 février 1936 elle participe à l'émission de radio The Ziegfeld Follies of the Air sur CBS. En décembre elle fait partie du programme de NBC Good News où elle reste jusqu'en septembre 1940. Elle revient alors à CBS dans l'émission Maxwell House Coffee Time.

## The Baby Snooks Show
En 1944, Fanny Brice gagne sa propre émission, intitulée Post Toasties Time et renommée peu après en The Baby Snooks Show. Le succès permet à Fanny Brice de garder son programme jusqu'en 1949 puis de le reprendre sur NBC jusqu'à sa mort le 29 mai 1951 d'un accident vasculaire cérébral.